# Cécilia Attias
Cécilia Attias (nacida Cécilia María Sara Isabel Ciganer-Albéniz; Boulogne-Billancourt, 12 de noviembre de 1957) fue la segunda esposa del presidente francés Nicolas Sarkozy hasta octubre de 2007.

## Biografía
Cecilia Attias nació en Boulogne-Billancourt, Francia el 12 de noviembre de 1957 como Cécilia María Sara Isabel Ciganer-Albéniz. Su padre, André Ciganer, era un inmigrante moldavo nacido en Bălți, Besarabia en 1898 de linaje ruso-judío. Su padre se fue de casa a la edad de 13 años, justo antes de la Primera Guerra Mundial. Ciganer se mudó a París, donde se convirtió en peletero. En 1937 se convirtió al catolicismo y se casó con la hispano-belga Diane Albéniz de Swert, hija de Alfonso Albéniz Jordana, diplomático español que jugó en el Real Madrid a principios del siglo XX y madre belga. Tiene tres hermanos mayores. Su bisabuelo materno fue el compositor español Isaac Albéniz. Es prima tercera del abogado, fiscal y político español Alberto Ruiz-Gallardón.
Los medio hermanos y medias hermanas de su madre, así como sus descendientes, pertenecen a una familia de la nobleza de Amberes: la familia Le Grelle. Su abuela materna, Rosalie de Sweert (1901–1982), se casó con el Conde Adelin Le Grelle en 1921 en Valencia, España. De esta unión nacieron dos hijos, el Conde Richard Le Grelle  y la Condesa María Antonieta Le Grelle, que tuvo cuatro hijos con el embajador de Canadá, Keith MacLellan.
Nacida con un defecto cardíaco, sufrió problemas cardíacos que obstaculizaron su crecimiento. Se sometió a una cirugía cardíaca abierta cuando tenía 13 años y se compensó rápidamente por su retraso en el crecimiento.
Estudió piano y obtuvo un bachillerato B, después de estudiar durante 13 años en una institución religiosa francesa, Sœurs de Lübeck. Se matriculó en la Universidad Panthéon-Assas para estudiar derecho, pero los abandonó y se convirtió en asistente parlamentaria de René Touzet. También fue modelo adecuada para Schiaparelli, la casa de moda francesa, y trabajó para una empresa de relaciones públicas.

## Vida personal
Cécilia Ciganer-Albéniz se mudó con el popular presentador de televisión francés  Jacques Martin en 1983. Se casaron el 10 de agosto de 1984. La boda tuvo lugar en Neuilly-sur-Seine en el ayuntamiento, y Nicolas Sarkozy, entonces alcalde de Neuilly, ofició la boda. Los Martin tuvieron dos hijas, Judith Martin, nacida el 22 de agosto de 1984 y Jeanne-Marie Martin, nacida el 8 de junio de 1987. Tienen un nieto, Augustin, y una nieta, Diane Elizabeth, los hijos de su hija Jeanne-Marie. Cécilia Martin dejó a su esposo para vivir con Sarkozy en 1988 y obtuvo el divorcio tres meses después.
En 1987, Nicolas Sarkozy, que en ese momento estaba casado con su primera esposa, volvió a encontrarse con Cécilia Martin y ha dicho que se sintió "tocado por un rayo". Una vez que el propio Sarkozy obtuvo el divorcio en 1996, se casaron en Neuilly-sur-Seine el 23 de octubre de 1996. Los testigos de la boda fueron el empresario multimillonario Bernard Arnault y Martin Bouygues. Seis meses después, el 23 de abril de 1997, Cécilia Sarkozy dio a luz al único hijo de la pareja, Louis. Nicolas Sarkozy tuvo dos hijos de su primer matrimonio.
Nicolas Sarkozy declaró una vez que Cécilia Sarkozy era su "fuerza y su talón de Aquiles". Nicolas Sarkozy escribió en su libro Testimonio de 2005: "Hoy, Cécilia y yo estamos reunidos para siempre, para siempre, sin duda para siempre... No podemos ni sabemos cómo separarnos". Ha dicho que su esposa es su "verdadera alma gemela" y "la persona sin la cual nada de lo que hago sería posible". En julio de 2007, dijo: "Al final del día, mi única preocupación real es Cécilia".
Habían circulado rumores desde la elección de Sarkozy como presidente en mayo de 2007 de que la pareja se había separado, y en octubre de 2007 surgieron más rumores en los medios franceses de que se esperaba que pronto anunciaran sus planes de divorcio. El 18 de octubre de 2007, el Palacio del Elíseo emitió un comunicado declarando que los Sarkozy "anuncian su separación de mutuo acuerdo". Poco después, el palacio corrigió el anuncio de separación afirmando que los Sarkozy se habían divorciado oficialmente.
El 19 de octubre de 2007, se publicó una entrevista con Cécilia Sarkozy en la portada de L'Est Républicain, un periódico regional francés. En él, admitió que se había escapado con su amante, Richard Attias, en 2005 y que, aunque finalmente regresó con Sarkozy, no pudieron reparar su matrimonio. “Lo que me pasó a mí le ha pasado a millones de personas: un día ya no tienes tu lugar en la pareja. La pareja ya no es lo esencial de tu vida. Ya no funciona, ya no funciona”.
Se casó con Richard Attias, presidente ejecutivo de The Experience, una empresa de gestión de eventos, el 23 de marzo de 2008 en el Rockefeller Center de Nueva York.

## Vida política
Cuando su esposo era ministro, Cécilia Sarkozy tenía una oficina al lado de la suya, sirviendo como su asesora más cercana. En 2002, fue nombrada para la Oficina del Ministerio del Interior. En 2005 fue nombrada Jefa de Gabinete del Partido UMP.
Cécilia Sarkozy visitó Libia dos veces en julio de 2007 para visitar a Muamar el Gadafi y ayudó a asegurar la liberación de cinco enfermeras búlgaras y un médico palestino que habían pasado años en el corredor de la muerte de Libia después de haber sido supuestamente torturados para que confesaran haber infectado a bebés libios con el VIH. La izquierda francesa pidió que Cécilia Sarkozy fuera escuchada por la Comisión Parlamentaria que se espera que se cree en octubre de 2007 sobre los términos de la liberación de los seis, ya que ella había jugado un "papel importante" en su liberación según Pierre Moscovici. El proceso de liberación se describe en el libro Notas del infierno desde la perspectiva de uno de los médicos, Valya Cherveniashka.

## Fundación Cécilia Attias para la Mujer
En octubre de 2008, Cécilia Attias anunció el lanzamiento de la Fundación Cécilia Attias para la Mujer, que "ayuda a lograr mejoras concretas en la vida de las mujeres de todo el mundo al proporcionar una plataforma estratégica, financiera, de creación de redes y de medios para organizaciones no gubernamentales establecidas, organizaciones sociales empresas y asociaciones que defienden la causa de la igualdad y el bienestar de las mujeres”.